# Takahashi Korekiyo
Takahashi Korekiyo (japanska: 高橋 是清?), född 27 juli 1854 i Tokyo, död 26 februari 1936 (mördad), var en japansk vicomte,  politiker och finansman.
Takahashi vistades under uppväxtåren för studier en kort tid (1867-68) i Förenta staterna, anställdes 1881 i jordbruks- och handelsministeriet. För förhandlingar i finansfrågor sändes han 1904-06 ett par gånger till Storbritannien och Förenta staterna. 1911 blev han chef för Japans centralbank. Takahashi var 1918-21 finansminister i Hara Takashis ministär och blev, sedan Hara 4 november 1921 mördats, dennes efterträdare som premiärminister. Som sådan fullföljde han Haras tillmötesgående politik mot övriga i Washingtonkonferensen deltagande makter. Oenighet inom kabinettet föranledde juni 1922 Takahashis avgång. Han ingick 1924 som jordbruks- och handelsminister i Kato Takaakis ministär.
Som finansminister i Okadas ministär (1934—36) blev Takahashi ett av offren för militärrevolten i februari 1936.
Takahashis hus går att finna på utställning i ett arkitekturmuseum precis utanför Tokyo. Huset är i väldigt bra skick och står tillsammans med många andra viktiga och gamla hus från Japans historia.

### Fotnoter

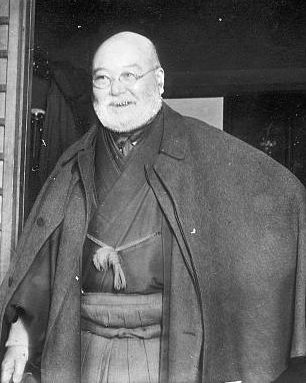
Takahashi Korekiyo

1. ↑  Takahashi är hans efternamn, efter den västerländska traditionen att skriva japaner födda före Meijirestaurationen enligt traditionell japansk namnföljd.